# Armand von Alberti
Armand von Alberti (Ulma, 31 ottobre 1866 – Ulma, 13 maggio 1919) è stato un militare tedesco, distintosi durante la prima guerra mondiale, dove venne decorato con l'Ordine Pour le Mérite.

## Biografia
Nacque il 23 maggio 1891 a Ulma, figlio del futuro General der Infanterie Friedrich Ludwig von Alberti (1838-1914). Il 15 settembre 1886 si arruolò nell'esercito del Württemberg a Stoccarda, dove aveva prestato servizio anche suo padre, assegnato al Grenadier-Regiment „Königin Olga“ (1. Württembergisches) Nr. 119.
Il 10 febbraio 1888 fu promosso sottotenente. Dal 1891 al 1894 fu assegnato come aiutante al distretto della Landwehr di Reutlingen.
Il 14 febbraio 1895 divenne primo tenente; fu promosso capitano il 12 settembre 1902 assumendo l'incarico di comandante di compagnia.
Almeno fino al maggio 1911 fu comandante della 5ª Compagnia del Grenadier-Regiments 119, già insignito della Croce di ufficiale dell'Ordine imperiale di Francesco Giuseppe. Dal 23 maggio 1911 come maggiore, fu aiutante del XIII. Armeekorps di Stoccarda. Nel 1914 divenne comandante di battaglione dell'Infanterie-Regiment „Kaiser Wilhelm, König von Preußen“ (2. Württembergisches) Nr. 120. Nel 1915 gli fu ordinato di prestare servizio presso il Ministero della guerra. Il 6 giugno 1916, come comandante del reggimento, fu promosso prima tenente colonnello e poi colonnello il 20 agosto 1918.
Dal 26 dicembre 1915 fino alla sua morte, nel 1919, fu prima tenente colonnello (6 giugno 1916) e poi colonnello (20 agosto 1918) al comando del Füsilier-Regiment „Kaiser Franz Josef von Österreich, König von Ungarn“ (4. Württembergisches) Nr. 122. Sotto il suo comando, il reggimento combatté dapprima nei Balcani, poi nel 1916 arrivò in Galizia e successivamente in Curlandia. All'inizio del 1917 il reggimento fu trasferito sul fronte occidentale, posizionandosi davanti a Verdun. All'inizio del 1918 partecipò all'operazione Michael e nello stesso anno fu attivo sulla Somme e nelle Fiandre. Per queste operazioni venne insignito dell'Ordine Pour le Mérite l'8 novembre 1918.
Al momento della sua morte, il 13 maggio 1919, fu insignito della Croce d'onore dell'Ordine della corona del Württemberg con le spade, la Croce di Commendatore di Seconda Classe dell'Ordine di Federico con le spade e la Croce di Cavaliere dell'Ordine di Hohenzollern con spade.

### Fonti
1. 1 2 3 4 5 6  Württembergischer Nekrolog 1921, p. 198.
2. 1 2 3  Tracesofwar.
3. 1 2 3 4  Württemberg Kriegsministerium 1913, p. 350.
4. ↑  Hof- und Staatshandbuch des Köenigreiches Württemberg 1894, p. 117.
5. ↑  Rangliste 1911, p. 1072.
6. ↑  Deutsche Rangliste 1912, p. 45.
7. 1 2  Broucek 1988, p. 82.
8. ↑  Ihme 1988, p. 7.